# Физика
Физика (грч. φύσις, phisis: природа) јесте фундаментална природна наука која проучава основна или суштинска својства природних појава и тела. Физичари проучавају основна својства, структуру и кретање материје у простору и времену. Физичке теорије се најчешће изражавају као математичке релације. Најутемељеније појаве се називају физичким законима или законима физике, међутим, и они су као и све друге научне теорије, подложни променама. При томе, нови физички закони обично не искључују старе, него само ограничавају домен њиховог важења. Физика је уско повезана са другим природним наукама, као и математиком (због математичког описивања природе), посебно хемијом, која се умногоме базира на физици, поготово на квантној механици, термодинамици и електромагнетизму.
Физика је једна од најстаријих академских дисциплина, можда најстарија ако се узме у обзир астрономија. Током задња два миленијума, физика је била део природне филозофије заједно са хемијом, биологијом, и појединим гранама математике, али су се током научне револуције у 17. веку, природне науке појавиле као засебни истраживачки програми. Физика се преклапа са многим интердисциплинарним областима истраживања, као што је биофизика и квантна хемија, и границе физике нису чврсто дефинисане. Нове идеје у физици често објашњавају фундаменталне механизме других наука чиме се отварају нове авеније истраживања у областима као што су математика и филозофија.

## Подела физике
Физика на основу начина на који проучава тела и појаве се дели на: теоријску и експерименталну физику.
Основне области физике су:
- Класична механика

Механика је наука која проучава појаве кретања и равнотеже материјалних тела под деловањем физичких сила и наука о апаратима, справама, машинама.
- Статистичка физика

Статистичка физика је област физике која се бави физичким системима састављеним из великог броја честица (реда величине Авогадровог броја).
- Електромагнетика

Електромагнетизам је област физике која проучава електричне и магнетне појаве у природи.
- Термодинамика

Термодинамика је грана физике која проучава последице промене притиска, температуре и запремине у макроскопским физичким системима.
- Квантна механика

Квантна механика је фундаментална грана теоријске физике којом су замењене класична механика и класична електродинамика при описивању атомских и субатомских појава.
- Релативистичка физика

Релативистичка физика је Физичка теорија простора и времена која се бави прорачунима у инерцијалним системима референције.
- Физика честица

Физика елементарних честица се бави проучавањем фундаменталних саставних делова материје и зрачења.

## Увод

### Домен и циљеви
Физика се бави широким спектром феномена, од физике субатомских честица, до физике галаксија. У ово спадају најосновнији објекти од којих су сачињени сви остали објекти и зато се за физику понекад каже да је фундаментална наука.
Циљ физике је да опише различите феномене који се дешавају у природи путем простијих феномена. Стога је задатак физике да повеже ствари које се могу видети са њиховим узроцима, а затим да повеже ове узроке заједно како би се нашао ултимативни разлог зашто је природа таква кава је. На пример, древни Кинези су приметили да се нека врста камења (магнетит) привлаче или одбијају међусобно дејством неке невидљиве силе. Овај ефекат је касније назван магнетизам и први пут је озбиљно проучаван у 17. веку. Мало раније него Кинези, Стари Грци су знали да други предмети, као што је ћилибар протрљан крзном, изазивају слично привлачење или одбијање. Ово је такође први пут озбиљно проучавано у 17. веку и названо је електрицитетом. Даља истраживања у 19. веку су показала да су ове две силе само два различита аспекта једне силе - електромагнетизма. Процес „уједињавања сила“ се наставља и данас.

### Научни метод
Физика користи научни метод да провери исправност неке физичке теорије, користећи методичан приступ да упореди импликације те теорије са закључцима добијеним из спроведених експеримената и посматрања. Експерименти и посматрања се сакупљају и пореде са предвиђањима и хипотезама које тврди теорија и тако помажу у одређивању истинитости или неистинитости теорије.
Теорије које су добро покривене подацима и нису никада пале на неком емпиријском тесту се често називају научни закони или закони природе. Све теорије, укључујући оне које се називају законима природе, се могу увек заменити прецизнијим, уопштенијим дефиницијама ако се пронађе неко неслагање теорије са прикупљеним подацима. Неки принципи, попут Њутнових закона кретања се још увек називају законима, иако се данас зна за неке случајеве у којима они не важе.

### Теорија и експеримент
Теоретичари теже да развију математички модел који се и слаже са постојећим експериментима и који може успешно да предвиди будуће резултате, док експерименталисти смишљају и изводе експерименте да би проверили теоријска предвиђања, и истражили нове феномене. Иако се теорија и експерименти развијају посебно, они јако зависе један од другог. Напредак у физици често настаје када експерименталисти открију нешто ново што постојеће теорије не могу да открију, или када нове теорије изводе закључке које се могу проверити експериментално, што инспирише нове експерименте. У одсуству експеримента, теоријска истраживања могу да оду у погрешном правцу; постоје критике против тзв. М-теорије, популарне теорије у физици великих енергија, за коју ниједан практични експеримент није икада осмишљен. Физичари који раде на и на пољу теорије и на пољу експеримента се често називају феноменологичари.
Теоријска физика је блиско повезана са математиком, која обезбеђује језик физичких теорија, а велики делови математике, као што је математичка анализа, су специјално осмишљени да би се решили проблеми у физици. Теоретичари могу такође да се ослоне на нумеричку анализу и рачунарске симулације. Поља математичке физике и рачунарске физике су активна поља у истраживањима. Теоријска физика се у својој историји ослањала на филозофију и метафизику; на овај начин су спојене теорије електрицитета и магнетизма у електромагнетизам. Изван познатог универзума, поље теоријске физике се такође бави хипотетичким питањима као што су паралелни универзуми или више димензије. Физичари спекулишу о овим могућностима и из њих постављају теорије. Концепт онога шта се може сматрати хипотетичним се може променити током времена. На пример, неки физичари из 19. века су исмевали постојање атома. До краја Другог светског рата, атоми нису више били хипотетичка ствар.

## Историја
Од давнина су људи покушавали да схвате понашање и особине материје; зашто објекти падају на земљу када изгубе ослонац, зашто различити материјали имају различите особине, и слично. Тајновита је била и природа свемира, као на пример облик Земље, понашање и кретање Сунца и Месеца. Мноштво теорија је покушавало да објасни те појаве, али већина од њих на погрешан начин, јер никада нису биле потврђене огледом. Ипак постојало је неколико изузетака, као на пример Архимед који је извео неколико значајних и тачних закона механике и хидростатике.

### Физика у старом веку
Аристотел је употребио за природу, у најопштијем смислу, име физика (φύσίς од φύση - природан) и тако је увео данашње име за физику у као општу науку о природи, а човека који се на логички начин бави општим истинама о природи назвао је физичар (φυσικός). Римски стоици за физику употребљавали име филозофија природе. Физика се кроз историју значајно мењала и издвајањем других природних наука њено поље истраживања сужавано је.

### Физика у 16. веку
Модерна физика која истражује материју и енергију као и процесе са правилностима по којима постоји неживи део природе настала је у новом веку. Галилео Галилеј (1564-1642) је увео огледе као начин проверавања физичких теорија и успешно је формулисао и огледима потврдио неколико закона динамике, као што је закон инерције.

### Физика у 17. веку
Истражујући силу којом Сунце привлачи Земљу 1687. године Исак Њутн (1642-1727) је објавио Математичке принципе природне филозофије, (Principia Mathematica Philosophia Naturalis), његово чувено дело у којем су детаљно изложени Њутнови закони кретања, на којима почива класична механика; и Њутнов закон гравитације, који описује једну од четири основне силе у природи, гравитацију. Обе ове теорије су се слагале са извршеним огледима. Класичној механици су такође значајно допринели Лагранж, Хамилтон, и други, који су открили нове формулације, принципе и резултате. Закон гравитације је подстакао и развој астрофизике, који описује астрономске појаве физичким теоријама..

### Физика у 18. веку
Од 18. века па надаље, термодинамика је доживела значајна открића која су имали Бојл, Јанг, и многи други. Бернули је користио статистичке методе са класичном механиком да би извео термодинамичке резултате 1733. године, иницирајући тиме развој статистичке механике. Томпсон је демонстрирао претварање механичког рада у топлоту 1798. године.

### Физика у 19. веку
Године 1847, Џул је формулисао закон о одржању енергије, било у облику топлоте или механичке енергије. Електрицитет и магнетизам су проучавали Фарадеј, Ом, и други. 1855. године, Максвел је ујединио ове две појаве у јединствену теорију електромагнетизма, и описао их је Максвеловим једначинама. Ова теорија је претпоставила да је светлост електромагнетни талас.
Вилхелм К. Рендген (1845-1923) открио је 1895. године зраке који су могли да прођу кроз непровидне материје, каква је човекова рука, и назвао их је X-зраци, а те зраке данас зовемо рендгенским зрацима. Ти зраци су електромагнетно зрачење високе фреквенције. Радиоактивност је открио 1896.године Хенри Бекерел, а даље су је проучавали Пјер Кири, Марија Кири и други. Ово је поставило темеље новом пољу нуклеарне физике.
Томсон је открио електрон 1897. године, једну од основних честица носиоца наелектрисања. Он је 1904. године предложио је први модел атома. (Постојање атома је познато још од 1808. године, када га је предвидео Далтон.

### Физика у 20. веку
1905. године, Ајнштајн је уобличио теорију релативности (специјалну и општу), уједињавајући простор и време у јединствен ентитет и створио нову, релативистичку, теорију гравитације. Био је један од неколицине научника који су поставили темеље квантној физици.
Радерфорд је из огледа са расејањем алфа честица на атомима злата извео постојање компактног атомског језгра, са позитивно наелектрисаним јединицама протонима 1911. године. Неутрално наелектрисане честице, неутроне, је открио Чедвик, 1932.
Почетком 1900, Планк, Ајнштајн, Бор, и други су развили квантну теорију, да би објаснили аномалије у експерименталним резултатима, те су тада увели појам дискретних енергетских нивоа. 1925, Хајзенберг и Шредингер су формулисали квантну механику, која је објединила дотада стечена сазнања о квантном-микросвету и објаснила резултате многобројних експеримената. У квантној механици, исходи физичког мерења подлежу законима вероватноће; теорија је прописала начине и правила за израчунавање ових вероватноћа.
Квантна механика је такође развила теоретске алате за физику чврстог стања, која изучава физичка својства чврстих тела и физику флуида која проучава супстанције у течном стању, укључујући појаве као што су кристална структура, полупроводност и суперпроводност, као и суперфлуидност или течне кристале. Међу пионире ове области физике спада Блох, који је описао понашање електрона у кристалним структурама 1928.
Током Другог светског рата, све зараћене стране су истраживале нуклеарну физику, желећи да направе атомску бомбу. Немачки напори нису успели, али је савезнички Пројекат Менхетн остварио циљ. У Америци, тим предвођен Фермијем је остварио прву вештачки произведену нуклеарну ланчану реакцију 1942, а 1945. прва нуклеарна експлозија је изведена у Аламогорду, у Новом Мексику.
Квантна теорија поља је формулисана да би обезбедила конзистентност квантне механике и Специјалне теорије релативности. Свој модерни облик је достигла у касним 1940-тим радовима Фајнмана, Швингера, Томонаге и Дајсона. Они су формулисали теорију квантне електродинамике, која, квантним методама, описује електромагнетне интеракције.
Квантна теорија поља је обезбедила оквир за модерну теорију честица, која изучава основне силе природе и основне честице. 1954, Јанг и Милс су поставили темеље који су довели до стандардног модела, који је употпуњен 1970, и успешно описује све до сада познате честице.